# Otto Zippelius
August Baptist Otto Zippelius (31 de enero de 1885, Núremberg - junio de 1957, Santiago de Chile) fue un teniente coronel alemán, que sirvió en Chile como instructor del Ejército, profesor de la Escuela de Carabineros y del Instituto Superior de Carabineros. También fue el líder de la sección chilena del Deutscher Kriegerbund.

## Biografía
En Chile estudio en la Escuela de Caballería del Ejército de Chile,
Hizo campaña para el entrenamiento de oficiales chilenos en la Reichswehr y fue capaz de aumentar el número de ellos a 12. En 1930, fue nombrado Comandante de la Orden de Bernardo O'Higgins (en ese momento Al Mérito), el máximo galardón chileno para extranjeros.
Después del Machtergreifung Zippelius fue utilizado como instructor de la policía en Chile en 1935,  y fue considerado junto con el también oficial bávaro Hans von Kiesling como especialista militar líder en Chile. En 1936 logró el cargo de líder de la Federación de Asociaciones Militares Alemanas en Chile.
Sirvió en el Ejército chileno hasta 1941, antes de ser removido del ejército con el rango de coronel debido a sus actitudes nazis.